# Ma-Me-O Beach
Ma-Me-O Beach est un village d'été (summer village) du Comté de Wetaskiwin No 10, situé dans la province canadienne d'Alberta.

## Démographie
En tant que localité désignée dans le recensement de 2011, Ma-Me-O Beach a une population de 113 habitants dans 63 de ses 253 logements, soit une variation de -27,1 % avec la population de 2006. Avec une superficie de 0,651 5 km2, Ma-Me-O Beach possède une densité de population de 173,445 9 hab/km2 en 2011.
Concernant le recensement de 2006, Ma-Me-O Beach abritait 155 habitants dans 84 de ses 232 logements. Avec une superficie de 0,651 8 km2, le village d'été possédait une densité de population de 237,8 hab/km2 en 2006.
| 2001 | 2006 | 2011 | 2016 |
| ---- | ---- | ---- | ---- |
| 81   | 155  | 113  | 110  |